# Naturpark Vulkanregion Vogelsberg

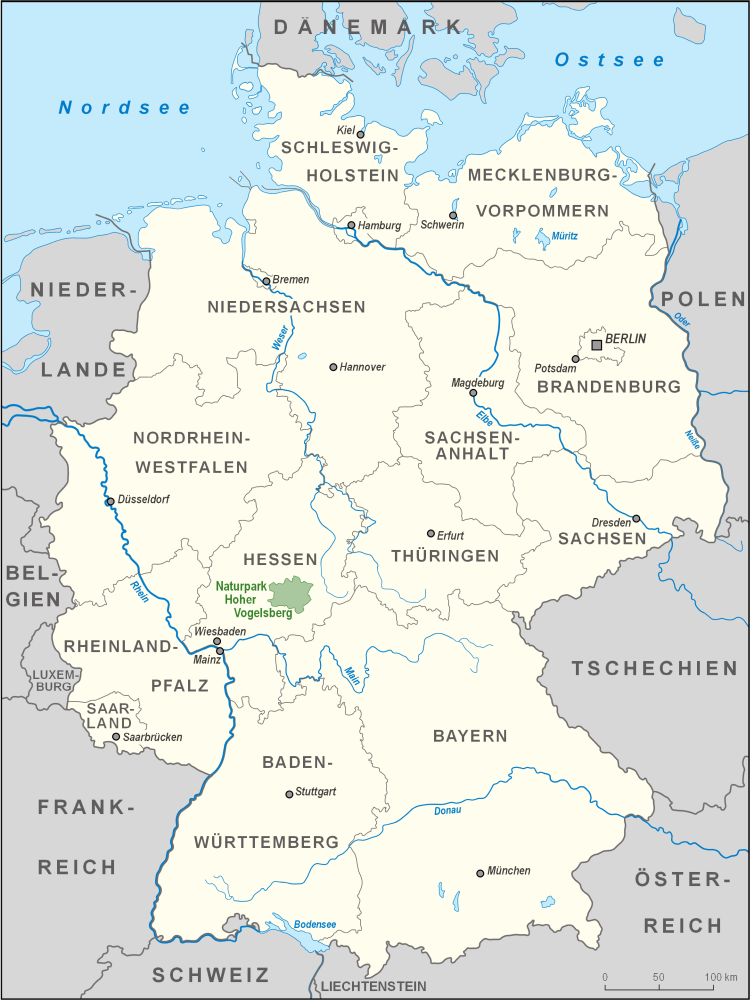
Lage des Naturparks Hoher Vogelsberg

Der Naturpark Vulkanregion Vogelsberg liegt in den höheren Lagen des Vogelsberges in der Mitte Hessens. Er umfasst das Gebiet von elf Gemeinden, die rings um den Oberwald liegen, wie der waldbestandene, höchstgelegene Teil des Mittelgebirges genannt wird. Verwaltungsmäßig gehören diese zu den Landkreisen Vogelsbergkreis,  Wetteraukreis, Landkreis Gießen und Main-Kinzig-Kreis. Der Naturpark hat eine Fläche von 883,36 km² und ist der älteste aller Naturparks in Hessen. Von der Fläche her ist er in etwa so groß wie die Bundeshauptstadt Berlin.

## Details
Der Park wurde 1956 als Landschaftsschutzgebiet Hoher Vogelsberg auf einer Fläche von 225 km² eingerichtet und ist der älteste Naturpark Deutschlands. 1957 wurde er in Naturschutzpark Hoher Vogelsberg umbenannt. Zwischen 1963 und 1969 erfolgte eine Erweiterung auf 384,47 km², 1967 die Umbenennung in Naturpark Vulkanregion Vogelsberg. Im Jahr 2004 wurde er auf seine heutige Fläche von 883,36 km² erweitert.

## Aufgaben und Trägerschaft
Träger des Naturparks sind die Landkreise Vogelsbergkreis, Gießen und Wetterau sowie die elf Kommunen Schotten, Nidda, Hirzenhain, Gedern, Grebenhain, Ulrichstein, Lautertal, Herbstein, Freiensteinau, Birstein und Laubach. Wesentlicher Sponsor des Verbands ist das Land Hessen, das rund die Hälfte des Verbandsbudget trägt, die übrigen Teile zahlen die beteiligten Gebietskörperschaften.
Die Aufgaben des Verbands liegen im Wesentlichen in der Pflege der naturnahen touristischen Infrastruktur, wie Wander- und Radwege, Lehrpfade, Park- und Rastplätze und Ruhebänke sowie Unterstellmöglichkeiten wie Schutz- und Grillhütten und naturnahe Spielplätze. Maßnahmen zur Besucherlenkung, um die natürlichen Ruhezonen für die Tierwelt zu schützen, zählen ebenso zum Aufgabenbereich des Zweckverbands wie die Pflege des Skiloipennetzes im Bereich der Gipfelgebiete des Taufsteins und der Herchenhainer Höhe.
Auf dem Gipfel des Hoherodskopfs besteht ein Naturschutz- und Informationszentrum, das als Gemeinschaftsprojekt des Naturparks mit dem Geopark Vulkanregion Vogelsberg betrieben wird. Außerdem besteht hier ein Konferenzraum sowie Werkstatt und Funktionsräume.

## Geofaktoren
Der Vogelsberg ist ein altes Vulkangebiet mit der größten Basaltmasse Europas. Der Naturpark ist geprägt von Mischwald, Grünland und Feuchtbiotopen sowie einem Hochmoor. Zahlreiche Bäche fließen sternförmig in alle Himmelsrichtungen. Bei Grebenhain verläuft eine der Hauptwasserscheiden Deutschlands. Zu den im Vogelsberg entspringenden Flüssen gehören Schwalm und Lauter, die Teil des Flusssystems der Fulda und damit der Weser sind, die hingegen zum Flusssystem des Mains und damit des Rheins gehörenden Flüsse sind Nidda, Nidder und Wetter sowie die Ohm, die über die Lahn zum Rhein hin entwässert.
Vor der Wiedervereinigung lag der „physikalische Schwerpunkt“ der Bundesrepublik bei Herbstein im Naturpark Hoher Vogelsberg. Die Deutsche Ferienstraße Alpen-Ostsee führt mitten durch den Naturpark.